# Morgane Polanski
Pour les articles homonymes, voir Polanski.
Morgane Polanski, née le 20 janvier 1993 à Paris, est une actrice française.

## Biographie
Elle est la fille du réalisateur Roman Polanski et d'Emmanuelle Seigner.
Elle fait ses débuts, en 2015, dans la série Vikings.

## Filmographie
- 2002 : Le Pianiste de Roman Polanski : Une fille
- 2005 : Oliver Twist de Roman Polanski : La fille du fermier
- 2005 : Backstage d'Emmanuelle Bercot : La Fan en larmes
- 2010 : The Ghost Writer de Roman Polanski : La réceptionniste
- 2015 : Unhallowed Ground (en) : Sophie Dunant
- 2015 : Vikings : la princesse Gisla de France (saisons 3 et 4)
- 2017 : The Wife de Björn Runge : Smithie Girl Lorraine
- 2019 : J'accuse de Roman Polanski : Vendeuse de journaux
- 2021 : The French Dispatch de Wes Anderson : l'amie de l'école des éclaboussures
- 2023 : The Palace de Roman Polanski : Zula